# Liste der Kulturdenkmäler in Münch-Leusel
Die folgende Liste enthält die in der Denkmaltopographie ausgewiesenen Kulturdenkmäler auf dem Gebiet des Ortsteils Münch-Leusel der  Stadt Alsfeld, Vogelsbergkreis, Hessen.
Hinweis: Die Reihenfolge der Denkmäler in dieser Liste orientiert sich an der Anschrift, alternativ ist sie auch nach der Bezeichnung, der vom Landesamt für Denkmalpflege vergebenen Nummer oder der Bauzeit sortierbar.
Kulturdenkmäler werden fortlaufend im Denkmalverzeichnis des Landes Hessen durch das Landesamt für Denkmalpflege Hessen auf Basis des Hessischen Denkmalschutzgesetzes (HDSchG) geführt. Die Schutzwürdigkeit eines Kulturdenkmals hängt nicht von der Eintragung in das Denkmalverzeichnis des Landes Hessen oder der Veröffentlichung in der Denkmaltopographie ab.

| Bild                             | Bezeichnung                      | Lage                                     | Beschreibung | Bauzeit | Objekt-Nr. |
| -------------------------------- | -------------------------------- | ---------------------------------------- | --- | ------- | ---------- |
| Bild gesucht BW                  | Gesamtanlage Münch-Leusel        | Gesamtanlage Lage                        | Die Gesamtanlage in Münch-Leusel umschließt nahezu die gesamte Ortschaft, die sich durch einen beachtlichen Bestand historischer Bausubstanz auszeichnet. |         | 12558 DDB  |
| Hofanlage                        | Hofanlage                        | Ortsring 2 LageFlur: 5, Flurstück: 10    | Am westlichen Ortsrand befindet sich in unmittelbarer Nähe zur L 3156 eine stattliche Hofanlage, die um 1920 erbaut wurde. Das Wohnhaus ist im Untergeschoss verputzt, im Obergeschoss strukturiert ein reiches Schmuckfachwerk die Fassade.                                      | um 1920 | 13343 DDB  |
| Fachwerkwohnhaus                 | Fachwerkwohnhaus                 | Ortsring 6 LageFlur: 5, Flurstück: 11    | Den historischen Ortsrand markiert ein traufständig erbautes Fachwerkwohnhaus über einem ausgeprägten Sockel aus dem Jahr 1809. | 1809    | 13344 DDB  |
| Fachwerkwohnhaus                 | Fachwerkwohnhaus                 | Ortsring 8 LageFlur: 5, Flurstück: 12    | Kleinformatiges, inschriftlich in das Jahr 1740 datiertes Fachwerkwohnhaus mit einem jüngeren Anbau im hinteren Bereich. Über einer ausgeprägten Sockelzone steigt das Gebäude zweigeschossig auf.                                                                                | 1740    | 13345 DDB  |
| Hofanlage                        | Hofanlage                        | Ortsring 15 LageFlur: 5, Flurstück: 32/1 | Hakenförmig erschlossene Hofanlage im hinteren Bereich der Parzelle, von der Straße nicht einsichtig. Das Wohnhaus weist mit den doppelt verriegelten Stockwerkstreben ein Gefüge aus dem zweiten Drittel des 19. Jahrhunderts auf.                                               |         | 12562 DDB  |
| Fachwerkwohnhaus einer Hofanlage | Fachwerkwohnhaus einer Hofanlage | Ortsring 20 LageFlur: 5, Flurstück: 27   | In einer abseits der Straße befindlichen Parzelle erhebt sich das Fachwerkwohnhaus einer Hofanlage aus dem Jahr 1802, deren Fachwerkgefüge von leicht gebogenen Stockwerkstreben in den Eckgefachen akzentuiert wird.                                                             | 1802    | 12563 DDB  |
| Fachwerkwohnhaus                 | Fachwerkwohnhaus                 | Ortsring 22 LageFlur: 5, Flurstück: 29   | Über abschüssigem Terrain erhebt sich ein Fachwerkwohnhaus mit einer inschriftlichen Datierung aus dem Jahr 1801. Das zeittypisch regelmäßige Gerüstraster besteht aus einem Gefüge von Mannfiguren mit Hals- und Brustriegeln an den Eck- und Bundständern in beiden Geschossen. | 1801    | 12564 DDB  |